# 巴约勒站
巴约勒站是法国的一个铁路车站，位于法国北部城市巴约勒。

## 位置
巴约勒站位于巴约勒市区的南部，里尔－加来铁路31,683公里处，距离阿兹布鲁克大约14.5公里。车站大致呈东西走向，开口朝北。
巴约勒站曾于第一次世界大战期间被毁，后重建。

## 站台设置
| 北↑ |      |                 | 主站房 |
|     | 侧式 |                 |        |
| 2道 |      | 里尔方向→       |        |
| 1道 |      | ←阿兹布鲁克方向 |        |
|     | 侧式 |                 |        |
| 南↓ |      |                 |        |

## 停靠线路
以下列车线路在巴约勒站停靠：
| 巴约勒站列车线路表            |                     |                            |                       |              |
| 线路                          | 车种                | 上一站                     | 下一站                | 大致运行频率 |
| 里尔—阿兹布鲁克/加来/敦刻尔克 | TER Hauts-de-France | 阿尔芒蒂耶尔/涅普/斯滕韦克 | 斯特拉泽勒/阿兹布鲁克 | 每天20趟左右 |
| 1.                            |                     |                            |                       |              |

## 配套交通

### 长途客车
| 停靠巴约勒站的大巴车 |               | |
| 上下车地点           | 运营单位      | 主要线路及目的地 |
| 巴约勒站门口         | Arc-en-Ciel 1 | 108 阿尔芒蒂耶尔 · 涅普 · 斯滕韦克 · 圣让卡佩勒 · 贝尔滕 · 博舍普 109 阿尔芒蒂耶尔 · 涅普 · 梅泰朗 · 弗莱特尔 · 卡埃斯特尔 · 埃克 · 斯滕福德 130 梅里 · 旧贝尔坎 · 斯特拉泽勒 · 普拉代勒 · 博尔 · 阿兹布鲁克 131 勒杜略 · 新贝尔坎 · 拉戈尔格 · 埃斯泰尔 · 梅尔维勒 |
| 巴约勒站门口         | SNCF Car TER  | （当铁路线施工或罢工时，SNCF可能会提供途径该线路沿途站点的大巴车） |
| 1. 2. 3.             |               | |

### 城市公共交通
巴约勒站附近暂无固定的城市公共交通线路。

### 社会车辆
巴约勒站门口设有社会车辆停车场。

## 临近车站
| 巴约勒站（Gare de Bailleul）   |                |                      |
| 上行车站                       | 线路           | 下行车站             |
| 斯滕韦克站 4.2km ←             | 里尔－加来铁路 | 斯特拉泽勒站 → 8.1km |
| - 本表仅显示运营中的线路及车站 |                |                      |